# Spencer (Carolina del Nord)
Spencer és una població dels Estats Units a l'estat de Carolina del Nord. Segons el cens del 2000 tenia 3.355 habitants.

## Demografia
Segons el cens del 2000, Spencer tenia 3.355 habitants, 1.308 habitatges i 844 famílies. La densitat de població era de 488,8 habitants per km².
Dels 1.308 habitatges en un 29,1% hi vivien nens de menys de 18 anys, en un 46,9% hi vivien parelles casades, en un 13,5% dones solteres, i en un 35,4% no eren unitats familiars. En el 29,9% dels habitatges hi vivien persones soles el 14,1% de les quals corresponia a persones de 65 anys o més que vivien soles. El nombre mitjà de persones vivint en cada habitatge era de 2,46 i el nombre mitjà de persones que vivien en cada família era de 3,04.
Per edats la població es repartia de la següent manera: un 23,5% tenia menys de 18 anys, un 8,3% entre 18 i 24, un 29,4% entre 25 i 44, un 20,2% de 45 a 60 i un 18,5% 65 anys o més.
L'edat mediana era de 38 anys. Per cada 100 dones de 18 o més anys hi havia 91 homes.
La renda mediana per habitatge era de 36.687 $ i la renda mediana per família de 43.702 $. Els homes tenien una renda mediana de 28.860 $ mentre que les dones 25.766 $. La renda per capita de la població era de 16.354 $. Entorn del 7,7% de les famílies i el 9,5% de la població estaven per davall del llindar de pobresa.

## Poblacions més properes
El següent diagrama mostra les poblacions més properes.